# Lepidonotothen squamifrons
Espèce
Synonymes
- Lepidonotothen kempi (Norman, 1937)[1]
- Lepidonotothen macrophthalma (Norman, 1937)[1]
- Notothenia brevipectoralis Hureau, 1966[1]
- Notothenia kempi Norman, 1937[1]
- Notothenia macrophthalma Norman, 1937[1]
- Notothenia squamifrons atlantica Permitin & Sazonov, 1974[1]
- Notothenia squamifrons squamifrons Günther, 1880[1]
- Notothenia squamifrons Günther, 1880[1]

Le colin austral (Lepidonotothen squamifrons) est une espèce de poissons de la famille des Nototheniidae.

## Description
Lepidonotothen squamifrons mesure au maximum 55 cm avec une taille moyenne pour les mâles de 35 cm. Son espérance de vie peut atteindre 19 ans.

## Noms vernaculaires
L'espèce Lepidonotothen squamifrons porte les noms vernaculaires français suivants :
- Bocasse aux yeux rayés ;
- Bocasse grise ;
- Colin austral.